# Хайме Альварадо
Хайме Альварадо (ісп. Jaime Alvarado; нар. 26 липня 1999, Санта-Марта) — колумбійський футболіст, півзахисник клубу «Еркулес».

## Клубна кар'єра
Народився 26 липня 1999 року в місті Санта-Марта. Вихованець футбольної школи англыйського «Вотфорда». Для отримання ігрової практики здавався в оренду в клуби іспанської Сегунди Б «Реал Вальядолід Б» та «Еркулес».

## Виступи за збірну
2019 року залучався до складу молодіжної збірної Колумбії до 20 років. У її складі брав участь у молодіжному чемпіонаті Південної Америки і допоміг своїй збірній посісти четверте місце. Цей результат дозволив команді кваліфікуватись на молодіжний чемпіонат світу 2019 року, куди поїхав і Альварадо.